# Helen Morse
Helen Morse (Londres, 24 de janeiro de 1947) é uma atriz australiana nascida na Inglaterra. A sua carreira está intimamente associada ao ressurgimento da indústria cinematográfica australiana na década de 1970 quando ela estrelou em filmes marcantes como Caddie e Picnic at Hanging Rock e a aclamada minissérie A Town Like Alice.

## Filmografia
- Twelfth Night (1966) ... Olivia
- You Can't See Round Corners (1967) (TV)
- Contrabandits (1967) as Angela Carrol
- Homicide (1967–1972) (TV) (três episódios)
- Riptide (1969) ... Joanna Decker
- The Legend of Robin Hood (1971) (animação) (voz: Maid Marian)
- Spyforce (1971) (TV) ... Joan
- The Kenneth Connor Show (1972) varios personagens
- Marco Polo (1972) (animação) (voz)
- Crisis (1972) (TV)
- Barrier Reef (1972) (TV) ... Joan Norris
- Matlock Police (1972) (TV) ... Susan Williams
- Marion (1974) (TV) ... Marion Richards
- Division 4 (1969–1974) (TV) (seis episódios)
- Ryan (1973–1974) (TV, dois episódios)
- Stone (1974) ... Amanda (também figurinista)
- Picnic at Hanging Rock (1975) ...Mlle de Poitiers
- Luke's Kingdom (1976) (TV) ...Kate
- Caddie (1976) ...Caddie Marsh
- Agatha (1979) ... Evelyn Crawley
- A Town Like Alice (1981) (TV) ... Jean Paget
- Far East (1982) ... Jo Reeves
- Silent Reach (1983) (TV) ... Antonia Russell
- Out of Time (1984) (telefilme) ... Iris/Sammie
- Pozières (2000)
- Lost (2000) ... Mrs Harris
- The Prime Minister is Missing (2008) (documentário) narradora
- The Eye of the Storm (2011) ... Lotte
- The Mystery of a Hansom Cab (2012, ABC1) ... Mother Guttersnipe
- Downriver (2015) ... Mary
- Barracuda (TV) ... Margot